# Paolo Gaidano
Pour les articles homonymes, voir Gaidano.
Paolo Gaidano, né le 28 décembre 1861  à Poirino, et mort le 3 février 1916 à Turin, est un peintre italien.

## Biographie
Paolo Gaidano est né le 28 décembre 1861 à Poirino.
Il étudie à Turin où il commence sa carrière vers 1884. Il expose également à Venise.
Il est mort le 3 février 1916 à Turin.